# Зелёная ящерица
Зелёная я́щерица (лат. Lacerta viridis) — типовой вид рода Зелёных ящериц.

## Внешний вид
Относительно крупная, очень стройная ящерица, с длиной тела до 35,5 см и почти вдвое более длинным хвостом. Межчелюстной щиток касается ноздри или отделён от неё узкой перемычкой. Задненосных щитков 2—3. Нижнечелюстных щитков 5 пар. Туловищная чешуя с хорошо выраженными продольными рёбрышками, в одном ряду 40—58 чешуек. Бедренных пор 11—21, они почти доходят до коленного сгиба. Взрослые ящерицы сверху зелёные с многочисленными чёрными или жёлтыми крапинками. Горло и шея у самцов весной ярко-голубые, а летом и осенью тёмно-синие или лиловатые. У самок горло белое или голубоватое. Молодые сверху серовато-бурые или коричневые, обычно с полосками по сторонам хребта. Голова сверху тёмно-зелёная. Низ у самцов ярко-жёлтый, у самок — беловатый или зеленоватый, без пятен.

## Образ жизни
Наиболее часто встречается на поросших травой и кустарниками склонах холмов и оврагов. Роет глубокие, до 1 м, норы, имеющие иногда несколько выходов. Бегает очень быстро. Спасаясь от преследования, иногда взбирается на кустарники и деревья и перепрыгивает с ветки на ветку. Активна с марта по начало октября. Питается различными насекомыми, пауками, моллюсками, многоножками и червями. Поедает также сладкие ягоды и плоды. Откладка 5—13 яиц длиной до 1,5—1,8 см происходит в мае — июле. Молодые появляются в конце лета — начале осени.

## Подвиды
Делится на пять подвидов:
- Lacerta viridis guentherpetersi Rykena, Nettmann et Mayer, 2001
- Lacerta viridis infrapunctata Schmidtler, 1986
- Lacerta viridis meridionalis Cyren, 1933
- Lacerta viridis paphlagonica Schmidtler, 1986
- Lacerta viridis viridis Laurenti, 1768

## Распространение
Зелёная ящерица распространена в средней и южной Европе, а также на северо-западе Малой Азии. На территории бывшего СССР встречается номинативный подвид, который распространён в Молдавии и Украине (на юго-западе, а также по долине Днепра почти до Киева на севере и по долине Ворсклы до Полтавы).

## Галерея

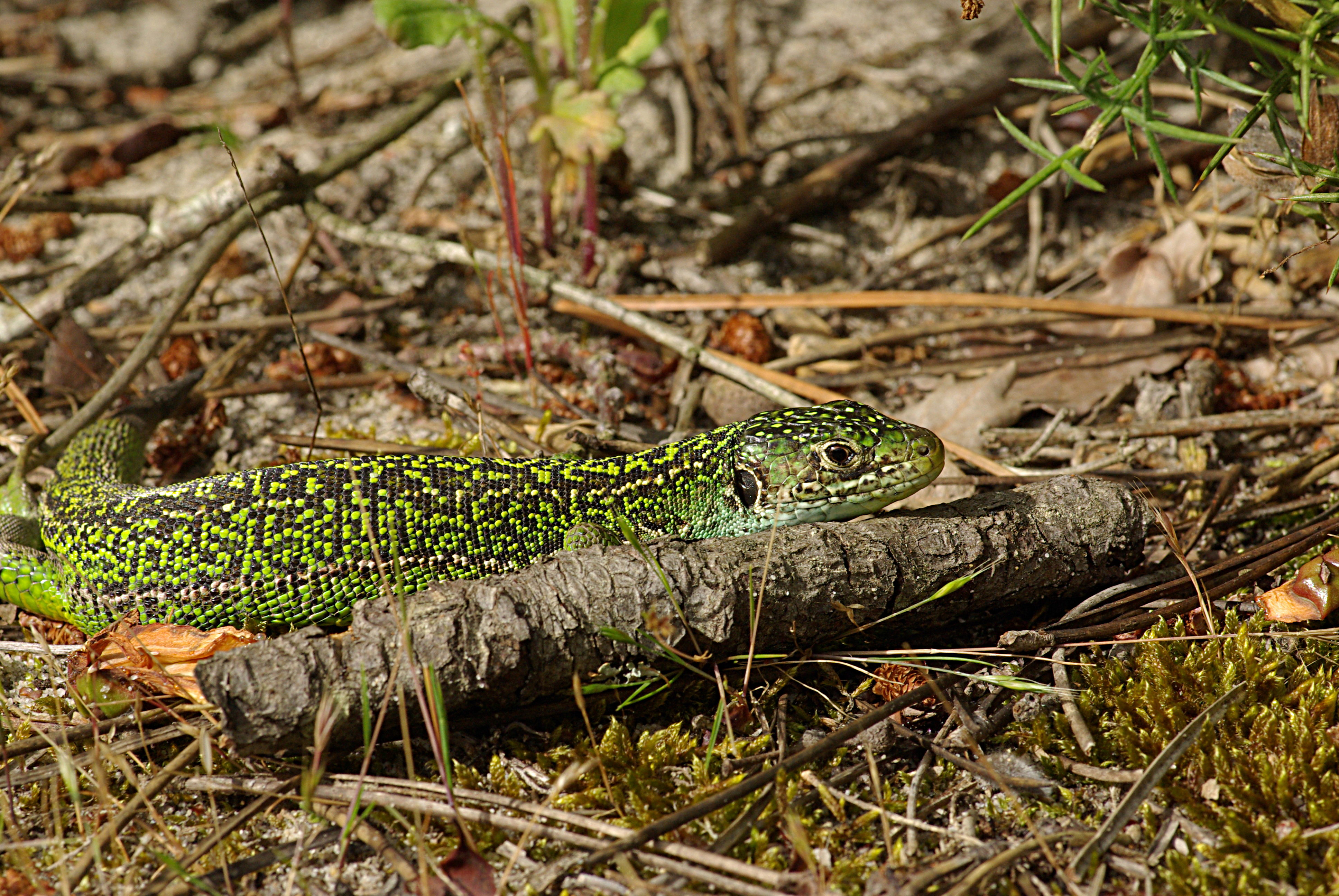
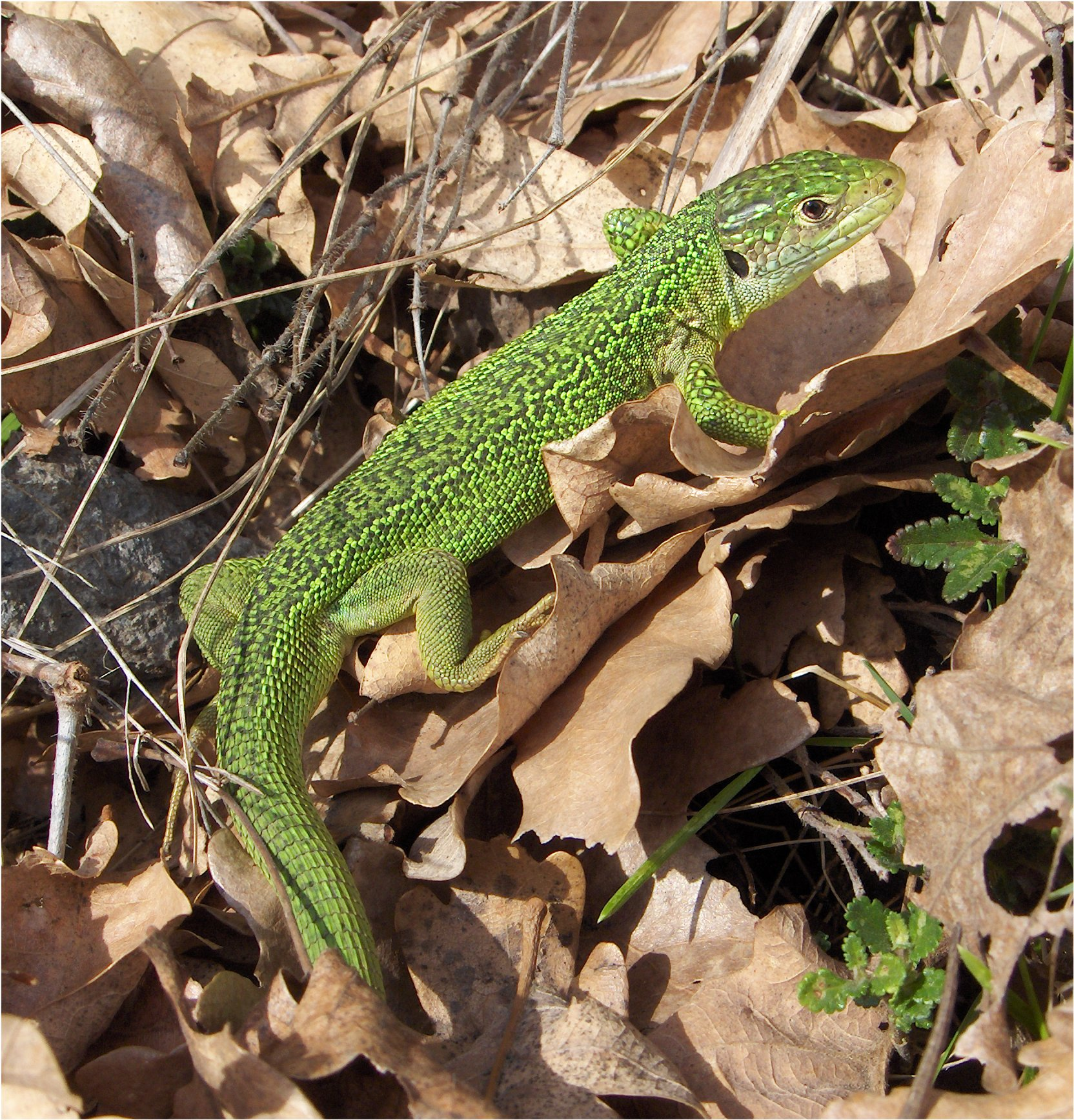
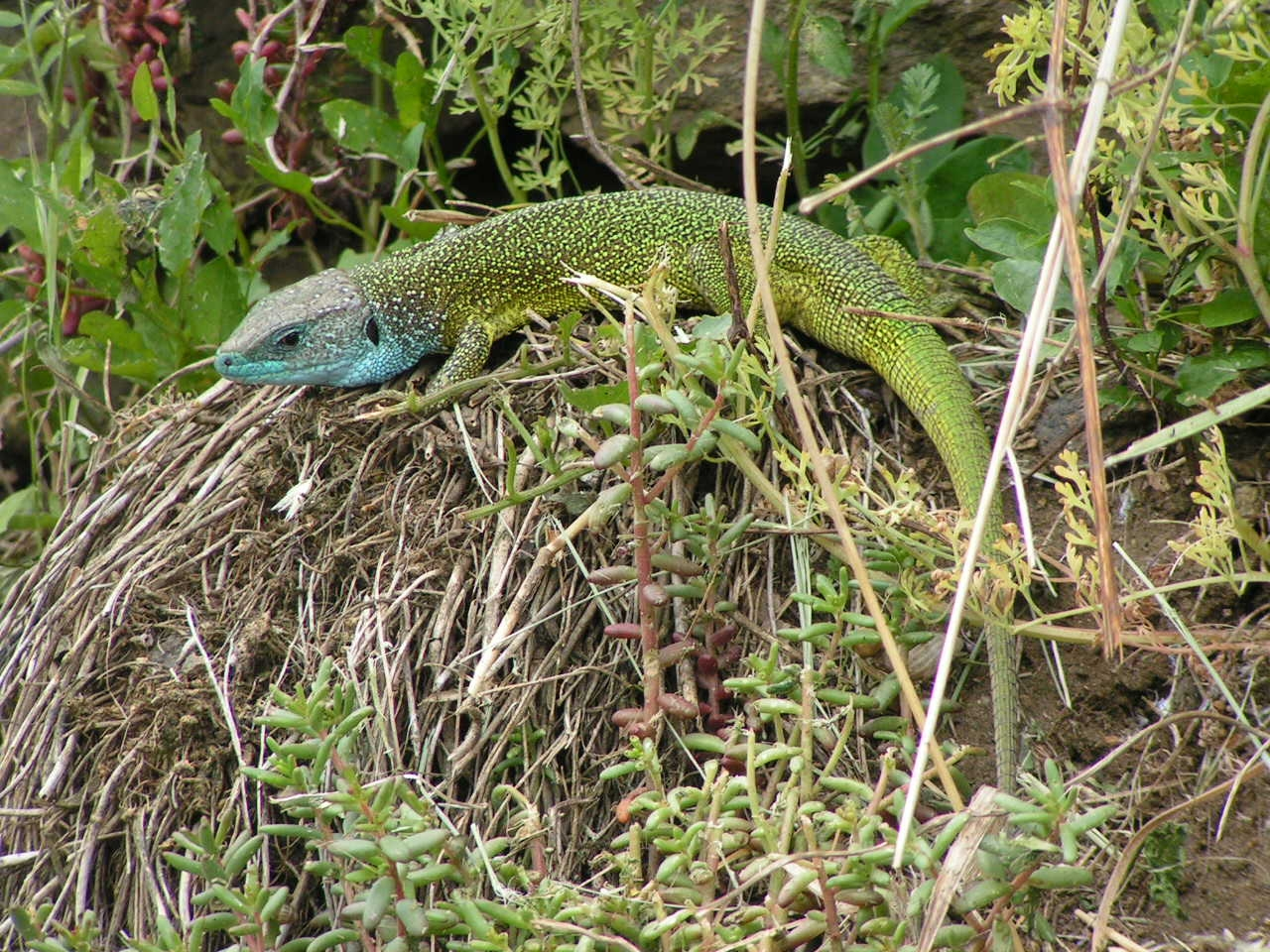
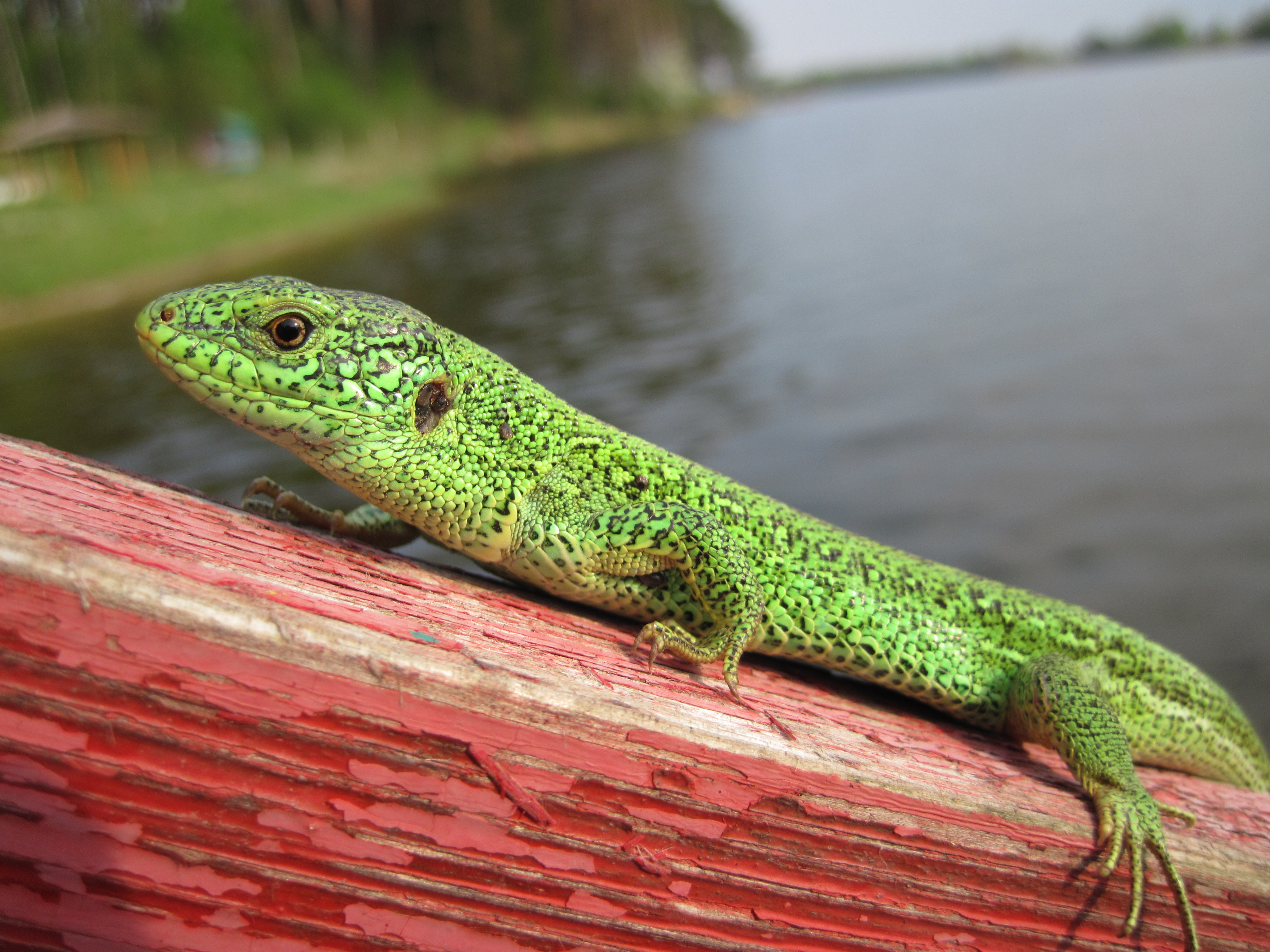
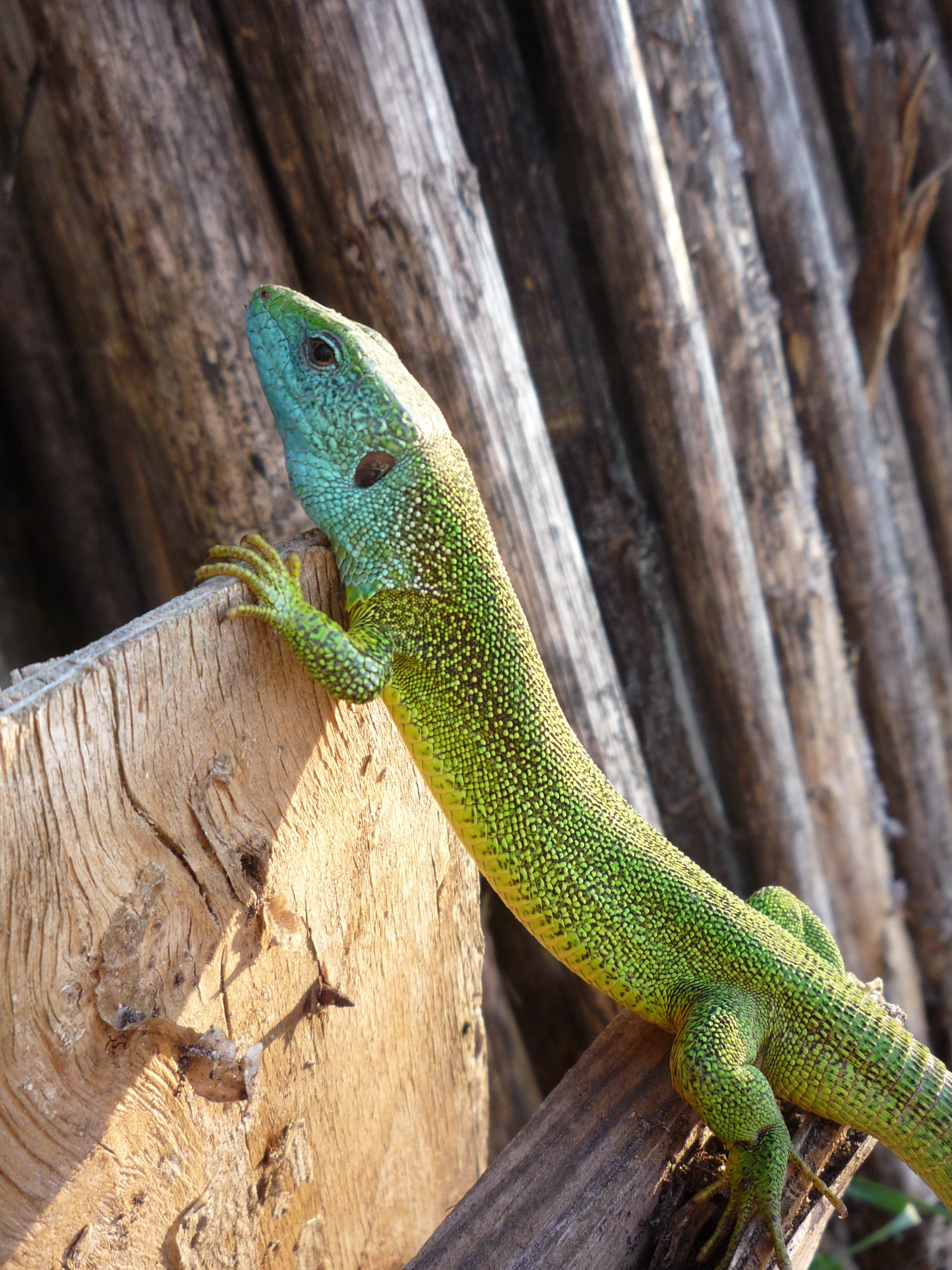